# Катастрофа B-24 во Фреклтоне
Катастрофа B-24 во Фреклтоне — крупная авиационная катастрофа, произошедшая в среду 23 августа 1944 года в деревне Фреклтон графства Ланкашир в Северо-Западной Англии. Бомбардировщик Consolidated B-24H-20 Liberator американских ВВС, завершая тренировочный полёт, заходил на посадку, когда упал на расположенную под ним деревню и снёс несколько зданий, в результате чего погиб 61 человек, в том числе 38 детей. По имеющимся данным, это крупнейшая авиационная катастрофа за всю Вторую мировую войну.

## Экипаж
В данном вылете экипаж состоял всего из трёх человек:
- Командир корабля — первый лейтенант Джон А. Блумендэл (англ. John A. Bloemendal)
- Помощник командира корабля — техник-сержант Джеймс М. Парр (англ. James M. Parr)
- Бортинженер — сержант Гордон В. Кинни (англ. Gordon W. Kinney)

## Катастрофа
Самолёт B-24H-20 с бортовым номером 42-50291 (заводской — 722) и именем Classy Chassis II из 490-й бомбардировочной группы 8-й воздушной армии в то утро должен был совершить тестовый полёт перед вводом в строй после ремонта, а пилотировал его экипаж Блумендэла; полёт при этом выполнялся в паре с другим B-24 борт 42-1353, управляемый экипажем, командиром которого был первый лейтенант Пит Мэнэссеро (англ. Pete Manassero). В 10:30 «Либерейтор» вылетел с аэродрома Уортон и нормально набрал высоту, когда Блумендэл по рации обратил внимание Мэнэссеро на юго-юго-восток, где в это время формировались мощные кучевые облака. Примерно в это же время (10:35) на диспетчерский пункт аэродрома Уортон поступил звонок, что к Престону приближается мощный грозовой шторм, в связи с чем диспетчер принял решение вернуть все самолёты до наступления непогоды, поэтому оповестил все находящиеся поблизости экипажи срочно садиться.
«Либерейторы» летели рядом на расстоянии около 100 ярдов (91 м) друг от друга, когда Пит предложил Джону, что тот пусть заходит первым, а Пит следом, после чего снизил скорость. Однако когда самолёты снизились до 500 футов (150 м) и стали заходить на посадку на полосу 08, над аэродромом уже стоял шторм со шквалистым ветром и ливневым дождём. Блумендэл выпустил шасси, что следом сделал Мэнэссеро, после чего оба экипажа потеряли друг друга за стеной дождя. Пройдя Литам Мэнэссеро выполнил левый поворот и вышел на посадочный курс, но из-за плохой погоды не видел ничего вокруг, из-за чего приходилось лететь по приборам; тогда Мэнэссеро сообщает напарнику, что надо выходить из шторма, для чего он поворачивает на курс 330°, на что ему ответили «Окей». Через 4—5 минут борт 42-1353 выбрался из грозы, после чего Пит попытался вызвать борт 42-50291, однако ответа не было; в это же время диспетчер объявил в эфир, чтобы прибывающие самолёты ожидали окончания непогоды к северу от аэродрома, а следом стал опрашивать находящиеся в зоне экипажи, но Блумендэл ему уже не ответил.
По свидетельствам очевидцев, внезапно начавшийся шторм был настолько мощным, что ветер ломал ветки и отдельные деревья, небо было закрыто чёрными тучами, освещаемыми лишь вспышками молний, а из-за дождя через окна едва просматривалась дорога; метеостанция в Хаттоне, что находилась на другом берегу реки Риббл, и где почти не было дождя, зафиксировала ветер в 60 миль (97 км) в час, который привёл к появлению нагонной волны в реке. Неожиданно появился «Консолидэйтед», летевший на очень малой высоте, который вдруг начал быстро крениться вправо, пока его крылья не заняли положение, близкое к вертикальному, после чего 25-тонная машина упала на прилегающую к аэродрому деревню Фреклтон. Правой плоскостью самолёт срубил сперва верхушку дерева, а затем снёс угол начальной Свято-Троицкой школы (англ. Holy Trinity School) на улице Литам (англ. Lytham Road), из-за чего отделилось крыло; далее, разрушаясь, бомбардировщик пересёк улицу, разрушил придорожную закусочную «Sad Sack» (рус. Болван), где в это время находились британские и американские военные, и три дома, прежде чем остановился. Топливо из разрушенных баков быстро разлилось и воспламенилось, вызвав обширный пожар. Одни из часов в школе остановились от удара, зафиксировав время катастрофы — 10:47.
В результате катастрофы на месте погибли 52 человека: 3 члена экипажа, учительница, 34 ученика, 7 работников закусочной, 6 американских военных и один служащий из Королевских ВВС; к 8 сентября, когда было завершено расследование, скончались ещё 9 человек: учительница, 4 ученика, американский военный и 3 служащих из Королевских ВВС, то есть всего в катастрофе погиб 61 человек, в том числе 38 детей возрастом 4—6 лет. Также, по имеющимся данным, это была крупнейшая катастрофа самолёта в мире и оставалась ею вплоть до катастрофы в Лландоу 12 марта 1950 года (80 погибших). Большинство детей вместе с обеими учительницами были похоронены в братской могиле на Свято-Троицком кладбище; американские ВВС полностью оплатили похороны, а представлял их на траурной церемонии бригадный генерал Айзек В. Отт (англ. Isaac W. Ott). Экипаж самолёта после войны был похоронен на американском кладбище в Южной Англии.

## Причины
Расследованием происшествия занималась американская комиссия, которая, однако, не смогла однозначно установить причину катастрофы из-за полного разрушения бомбардировщика. Была выдвинута лишь основная версия, что вина за произошедшее лежит на командире экипажа Блумендэле, который не до конца осознавал опасность выполнения захода на посадку на малой высоте во время мощного шторма. Было отмечено, что британские грозы внешне выглядели немногим сильнее дождей, которые встречаются в южной части США, чем могли обмануть пилотов, особенно тех, которые относительно недавно прибыли в Англию после обучения в США. Считая, что перед ними просто ливневый дождь, американские экипажи, влетев в него, неожиданно для себя оказывались в быстро развивающемся мощном шторме, что иногда, хотя и достаточно редко, заканчивалось фатальным исходом. Одна из местных жительниц сообщила, что в бомбардировщик перед падением ударила молния, а потому рассматривалась версия, что на борту мог произойти технический отказ или неисправность, но проверить её не представлялось возможным из-за отсутствия каких-либо улик.

## Память
Катастрофа во Фреклтоне замалчивалась цензурой, чтобы не испортить отношение британцев к американским военным и не омрачить всеобщую радость по поводу освобождения Парижа. В августе 1945 года на средства американских лётчиков была открыта игровая площадка, на которой разместили каменную табличку с текстом «Эта игровая площадка была подарена детям Фреклтона их соседями с запасной авиабазы № 2 ВВС США в знак признания и памяти об их общей потере в катастрофе 23 августа 1944 года» (англ. This playground presented to the children of Freckleton by their neighbors of Base Air Depot No. 2 USAAF in recognition and remembrance of their common loss in the disaster of August 23rd 1944). Лишь в 2007 году BBC едва ли не первой из государственных СМИ вспомнила о трагедии 60-летней давности, а 26 января был показан фильм об этой авиакатастрофе; несколько месяцев спустя, 3 апреля на месте разрушенной школы была поставлена мемориальная табличка.